# Al-Ahmadi Stadium
Al-Ahmadi Stadium – wielofunkcyjny stadion w mieście Al-Ahmadi, w Kuwejcie. Obiekt może pomieścić 18 000 widzów. Swoje spotkania na stadionie rozgrywają piłkarze klubu Al Shabab.